# الكأس السوفيتي 1984
الكأس السوفيتي 1984 هو الموسم 43 من الكأس السوفيتي. أقيم خلال الفترة 18 فبراير 1984 وحتى 24 يونيو 1984، وأشرف على تنظيمه الاتحاد السوفيتي لكرة القدم، وكان عدد الأندية المشاركة فيه 48، وفاز فيه دينامو موسكو.